# Drassodes depilosus
Drassodes depilosus är en spindelart som beskrevs av Wilhelm Dönitz och Embrik Strand 1906. Drassodes depilosus ingår i släktet Drassodes och familjen plattbuksspindlar. Inga underarter finns listade i Catalogue of Life.